# Motocicleta

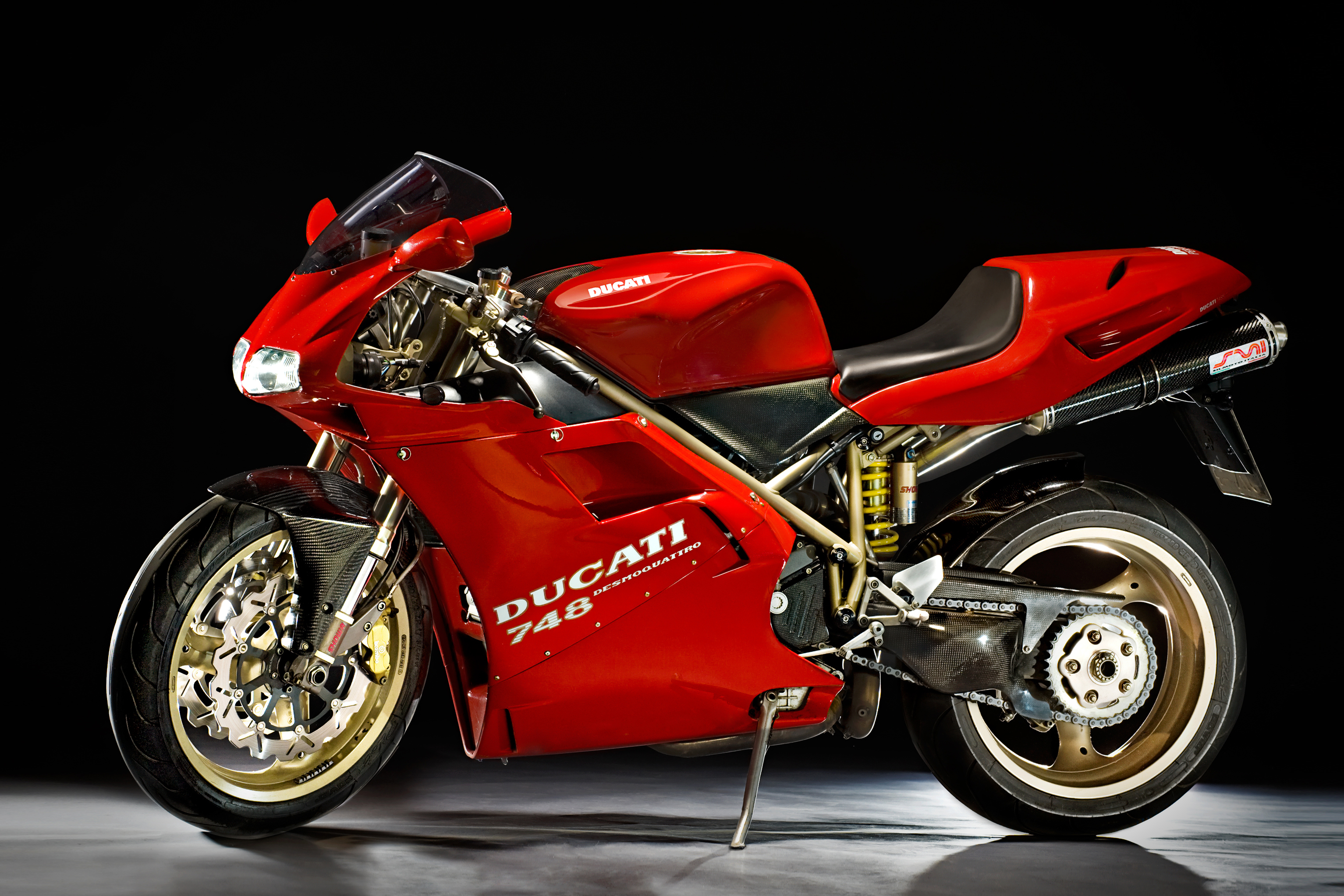
Ducati 748

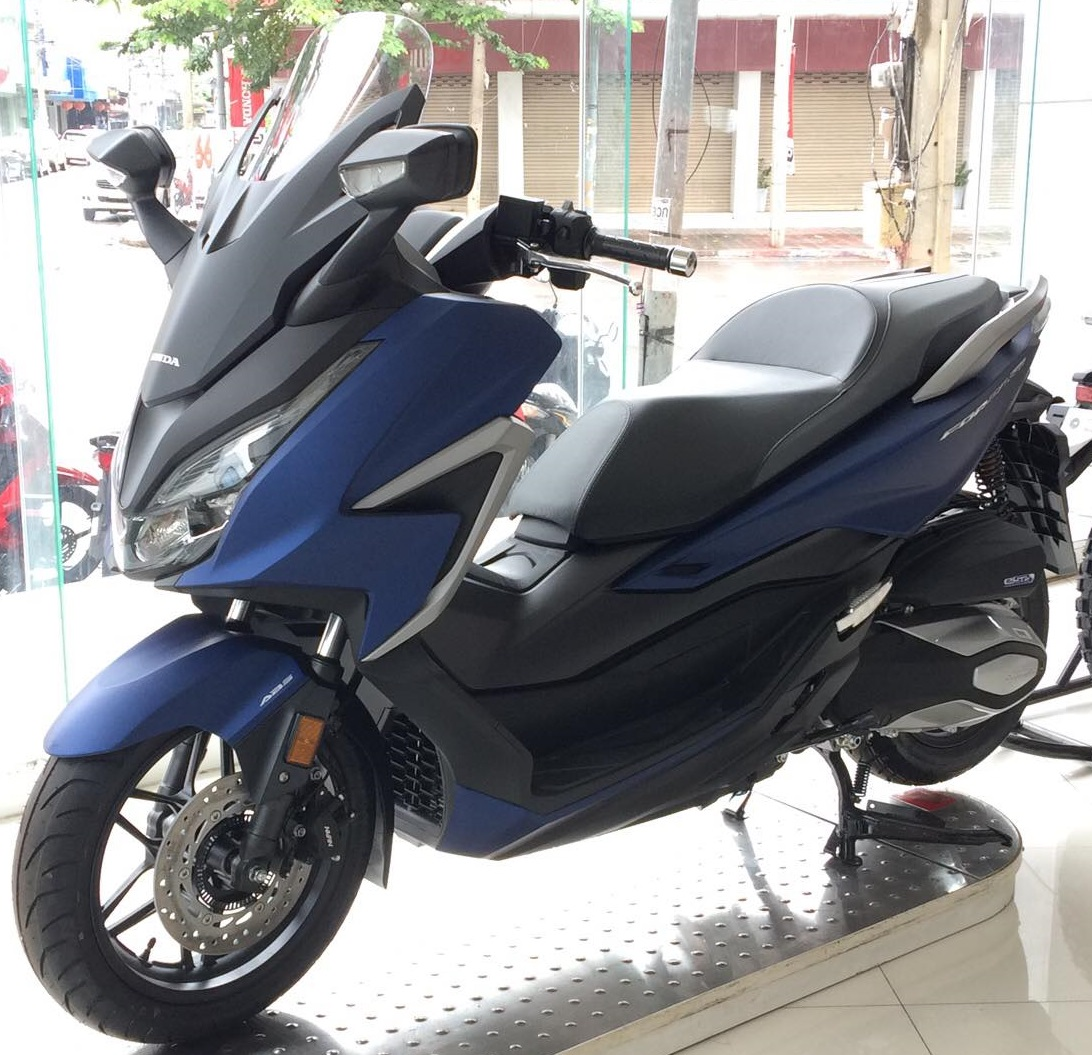
Honda Forza 300

Una motocicleta, comúnmente conocida en español con la abreviatura moto, es un vehículo de dos ruedas, impulsado por un motor de combustión interna a gasolina que acciona la rueda trasera, en raras excepciones en las que el impulso se daría en la rueda delantera o en ambas, superior a 50 cc. si es de combustión interna y con una velocidad máxima por construcción superior a 45 km/h. El cuadro o chasis y las ruedas constituyen la estructura fundamental del vehículo. La rueda directriz es la delantera. Pueden transportar hasta dos personas, y tres si están dotadas de sidecar.
También es conocida coloquialmente con el nombre de motor en países como República Dominicana.

## Historia
La historia de la motocicleta se remonta al siglo XIX cuando el estadunidense Sylvester Howard Roper (1823-1896) inventó un motor de cilindros a vapor (accionado por carbón) en 1867. Esta puede ser considerada la primera motocicleta, si se permite que la descripción de una motocicleta incluya un motor a vapor.
Los alemanes Wilhelm Maybach y Gottlieb Daimler construyeron una moto con cuadro y cuatro ruedas de madera y motor de combustión interna en 1885. Su velocidad era de 18 km/h y el motor desarrollaba 0,5 caballos.
Gottlieb Daimler usó un nuevo motor ideado por el ingeniero Nikolaus August Otto, quien inventó el primer motor de combustión interna de cuatro tiempos en 1876. Lo llamó «Motor de ciclo Otto» y, tan pronto como lo completó, Daimler (antiguo empleado de Otto) lo convirtió en una motocicleta que algunos historiadores consideran la primera de la historia. En 1894 Hildebrand y Wolfmüller presentan en Múnich la primera motocicleta que fue fabricada en serie y con claros fines comerciales. La Hildebrand y Wolfmüller se mantuvo en producción hasta 1897.
Los hermanos rusos Eugéne y Michel Werner afincados en París montaron un motor en una bicicleta. El modelo inicial con el motor sobre la rueda delantera se comenzó a fabricar en 1894.
En 1902 se inventó la motoneta o scooter, también conocida en su momento como «autosillón», por el francés Georges Gauthier. La motoneta es un tipo de motocicleta provista de una estructura de cuadro abierto, un asiento y una plataforma para los pies en la que el conductor se apoya (sin montar a horcajadas sobre parte alguna del motor). Inicialmente, las motonetas usaban una transmisión manual con el control de cambio de marchas y embrague integrado en el manillar izquierdo, pero a partir de la década de 1980 en adelante, generalmente usan una transmisión automática continuamente variable (CVT). Fue fabricada en 1914 y desde entonces ha tenido una gran popularidad, sobre todo entre los jóvenes. Incorpora dos ruedas de poco diámetro y un cuadro abierto que permite al conductor estar sentado en vez de a horcajadas. También tiene una carrocería que protege todos los mecanismos y ofrece algún pequeño espacio de almacenaje de objetos pequeños, además de una rueda de recambio en algunos modelos. Son vehículos urbanos, aunque también se pueden hacer viajes largos. Lo que destaca en este tipo de transporte es la comodidad del manejo y facilidad de conducción, y no el desarrollo de grandes velocidades.
En 1910 apareció el sidecar, un carro con una rueda lateral que se une a un lado de la motocicleta. Consta de un bastidor (de una sola rueda) y de una carrocería que protege al pasajero. La motocicleta que lo arrastra, se convierte en un vehículo de tres ruedas y su conducción se controla mediante el giro del manillar, al no poder ejecutarse la basculación. Ya había aparecido años antes, pero en bicicletas y con la proliferación de los vehículos llamados «utilitarios», además de la prohibición de su fabricación por los gobiernos recientemente, ha desaparecido prácticamente de la circulación.

## Motor

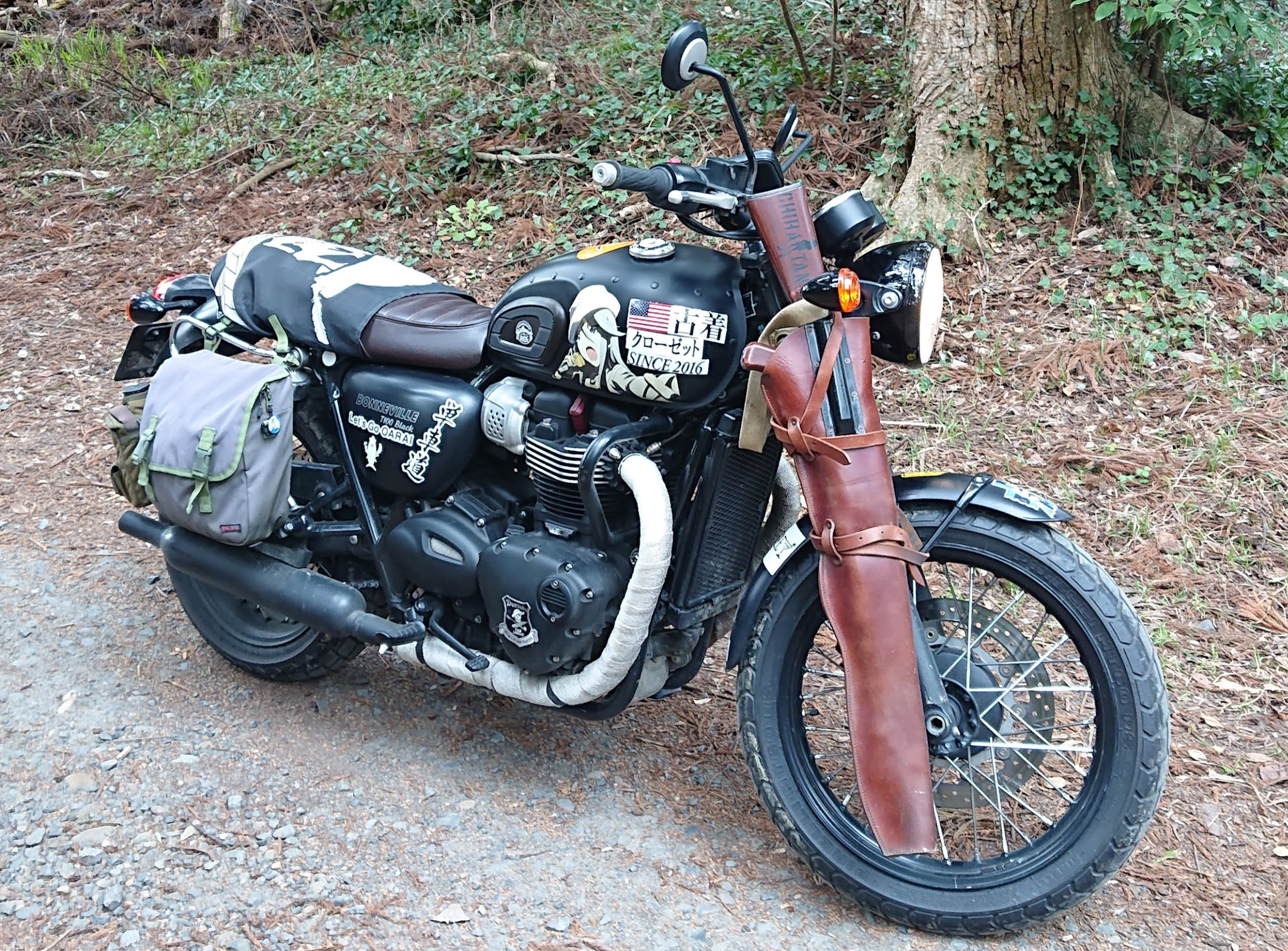
Triumph Bonneville T100 (2017) Especificación refrigerada por líquida

Normalmente va propulsada por un motor de gasolina de dos o cuatro tiempos (2T y 4T), aunque últimamente los dos tiempos están siendo reservados a las cilindradas más pequeñas debido a razones medioambientales. Antiguamente la refrigeración por aire era la más normal, hoy en día ha tomado un auge extraordinario la refrigeración líquida con la cual compite.
El motor va normalmente posicionado de modo transversal, es decir el cigüeñal es perpendicular a la marcha, independientemente del número de cilindros. Aunque hay excepciones muy conocidas y difundidas (BMW series «R» y «K» o Moto Guzzi serie «V», en los que el cigüeñal es longitudinal).
El número de cilindros varía desde uno, usual en cilindradas más pequeñas, hasta 6 en línea, siendo disposiciones muy frecuentes los 4 en línea y dos en V con diferentes ángulos. El dos cilindros paralelo transversal fue el sistema más usual en las cilindradas mayores hasta los años 70. A partir de entonces se popularizó de manera extraordinaria el 4 cilindros.
La lubricación se hace de modo común para el motor y el cambio, salvo en los dos tiempos (2T), tanto en modo de cárter húmedo como de cárter seco. La alimentación se hizo por carburador, tanto uno para dos cilindros como un carburador por cilindro, la disposición más frecuente; hasta hoy en día en que la inyección de combustible los está desplazando por normativa ambiental (emisión de gases).
El encendido del motor se hacía originalmente por magneto y platinos, sin batería; Luego por bobina y batería, primero de platinos, luego transistorizado y hoy día totalmente electrónico. El encendido DIS o de «chispa perdida», primero de platinos y luego electrónico, se popularizó desde principios de la década de 1970, con la llegada masiva de las japonesas tetracilíndricas, es decir, que el distribuidor no se conoció en este tipo de motores salvo excepciones (Guzzi V7, MV Agusta).

## Transmisión
La caja de cambios va situada usualmente detrás del cigüeñal, arrastrada por una desmultiplicación primaria de cadena o engranajes, que aumenta el par del motor, normalmente no muy grande en las cilindradas más usuales del motor. Es decir que a la entrada del cambio tenemos unas 2 o 3 veces más par que en el cigüeñal.
Por este motivo un embrague monodisco sería muy brusco, y se recurre a un embrague multidisco que suaviza el acoplamiento y la multiplicación de par obtenida en la salida desde parado, ya que además va bañado en aceite, menos en las máquinas de competición.
La transmisión a la rueda trasera se hace mediante cadena la mayoría de las veces y muy pocas veces banda o correa, aunque en los casos de motor longitudinal y bastantes de transversal se emplea el eje cardán.
La correa, muy usada en los tiempos primitivos por las potencias tan bajas, ha vuelto a recuperar posiciones por los materiales y el dentado, ver Kawasaki 454 LTD, Harley Davidson y BMW serie R.

## Chasis, suspensión y frenos
La conducción se lleva a cabo por la articulación de la rueda delantera (que gira según un eje vertical), consiguiendo mediante basculación sobre la vertical, la trayectoria en curva requerida por el conductor.
Va controlada por un manillar sobre el que están instalados los dispositivos necesarios para control de la motocicleta: palancas de accionamiento del freno delantero, embrague, interruptores de las luces, etc.
El chasis o cuadro (motocicleta), que puede ser simple, de doble cuna, multitubular, de chapa estampada, doble viga, monocasco, etc., suele estar construido preferentemente en acero o aluminio, en casos más raros en magnesio, carbono o titanio. La rigidez y geometría del chasis es vital para su estabilidad. Normalmente la rigidez necesaria va en función de la potencia del motor y las características dinámicas.
Hoy día todas las motocicletas están dotadas de suspensiones, con el fin de mantener las ruedas en contacto con el suelo el máximo tiempo posible al paso por irregularidades, asegurando la estabilidad y aumentar el confort de marcha.
La suspensión originalmente era de paralelogramo delante, y atrás se carecía de ella. A partir de la competición se desarrolló la horquilla telescópica patentada por BMW y se introdujo la suspensión trasera, primero de deslizamiento paralelo y luego basculante. Actualmente sigue siendo basculante atrás, pero los amortiguadores pueden tener diferentes posiciones, incluso ser solo uno.
Los frenos son imprescindibles para detener la motocicleta. Suelen ir anclados a las llantas y son accionados por una palanca en el manillar o en el pie. Los hay de dos tipos: de tambor y de disco. El freno de tambor está compuesto por cinco partes:
- Zapatas
- Portazapatas
- Muelles
- Tambor
- Guaya o varilla del freno

Los frenos de disco han ido ganando terreno en el total de motocicletas distribuidas, por ser más eficaces, y disipar mejor el calor generado en la frenada. Los frenos de tambor son muy particulares, porque si una de sus partes no funciona correctamente, la banda emite sonidos, como si fueran chillidos, al momento de frenar la motocicleta.

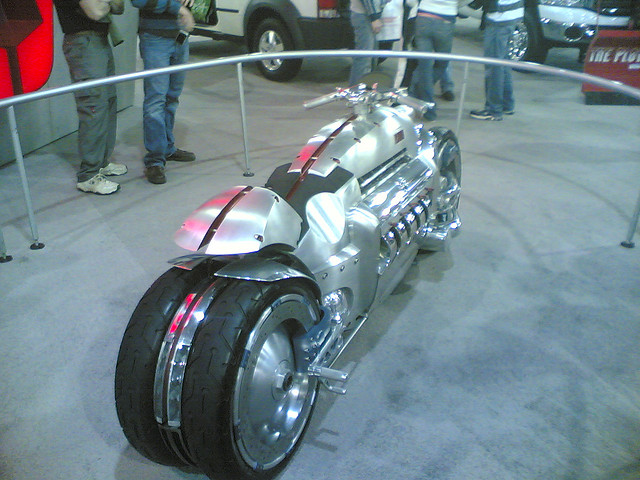
La Dodge Tomahawk alcanza los 423 km por hora.

Algunas motocicletas tienen carenado, cuya finalidad es proteger al conductor del viento y favorecer la velocidad máxima por aerodinámica mejorada.
Las motocicletas con suspensión tradicional alteran su longitud entre ejes al frenar (ya que la fuerza de frenado hunde la horquilla, provocando un acortamiento de ejes), eso impide que las maniobras de frenado y giro puedan realizarse simultáneamente (salvo en modelos avanzados con sistemas de suspensión duo-lever o para-lever), ya que al frenar estando inclinada varía la inclinación y por tanto la trayectoria.
Disponen generalmente de cambio de marchas que se controla mediante una de las empuñaduras del manillar o mediante una palanca accionada con el pie; algunos modelos de poca cilindrada disponen de cambio por variador (sistema de poleas que mantiene constante la relación de revoluciones del motor mientras se varía la velocidad del vehículo), aunque ya están surgiendo modelos con embrague automático y cambio de velocidades secuencial.
La motocicleta se mantiene erguida en recta y mantiene la estabilidad en curva gracias al efecto giroscópico de las ruedas. El diámetro en las ruedas puede estar comprendido entre 21" motos todo-terreno o enduro y 8" minimotos, y una anchura entre 5  cm hasta 210  mm, la diferencia más importante en relación con otros vehículos es la relación peso/potencía, esto caracteriza a la motocicleta de aceleraciones y frenadas fulgurantes difíciles de superar por los más pesados y seguros automóviles.

## Cilindrada
Tradicionalmente las motos se han clasificado por la cilindrada de sus motores, de unas manera mucho más clara que en los automóviles, llegando a determinar las categorías en las pruebas de Gran Premio.
- Las más frecuentes tradicionalmente fueron: 125 cc, 250 cc, 500 cc. Todavía son un referente, especialmente la primera, por facilidades legales de acceso a su conducción como en España.
- Asimismo la cilindrada de 50 cc fue popular desde la década de 1950 hasta los 80 por la legislación del llamado «ciclomotor». Aún sigue existiendo, pero con muchas menos restricciones de potencia y configuración.
- Los 750 cc durante bastantes años fueron la cilindrada máxima, aunque hoy día son frecuentes otras mayores, como los 900, 1000 y 1200 cc.
- Los 650 cc fueron un referente de las deportivas británicas (Norton, Triumph, BSA).
- las 350, otras muy frecuentes, han dado paso de una manera extraordinaria a los 400 cc, especialmente por disposiciones legales en algunos países.[18]
- las 175 han desaparecido casi por completo de la producción, dando paso a las 200 cc.

## Posición de manejo
La posición de manejo del motociclista depende de la forma del cuerpo humano (antropometría) combinada con la geometría de la moto en sí. Estos factores nos crean las siguientes 3 posturas de manejo básicas.
- Deportiva: el piloto se inclina adelante, con los estribos abajo hacia atrás y las manos en el manubrio, abajo y adelante. La resistencia del aire es disminuida por el poco perfil presentado. Parte del peso del torso y cabeza es soportado por la fricción del aire a altas velocidades (superiores a 80 km/h) de modo que la posición es cómoda a altas velocidades pero no tanto a velocidades inferiores, por el peso adicional en los brazos del motociclista.
- Estándar: el piloto se mantiene sentado erguido o ligeramente inclinado adelante y los pies abajo en la vertical del cuerpo. Son motocicletas que no están especializadas para ciudad o carretera, de modo que es una posición ideal para motocicletas de turismo, ciudad, trabajo, motocross, enduro, trial, trail y doble propósito. Es una posición ventajosa también para principiantes.[20][21][22]
- Crucero: El asiento del piloto tiene una posición muy baja, con el torso alto, ligeramente inclinado hacia atrás. Las piernas están extendidas adelante. El que el asiento esté bajo es una ventaja para los principiantes y personas de corta estatura. El manillar tiende a estar alto y de gran amplitud lateral. El énfasis cae en la comodidad, mientras que el asiento bajo impide giros a alta velocidad y vueltas pronunciadas porque el piso de la moto podría tocar el suelo en las curvas.[22]

## Seguridad

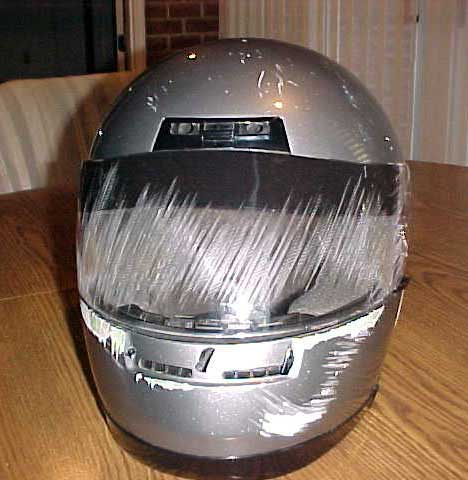
Casco integral de motocicleta después de un accidente.

De acuerdo con el departamento de transporte de los Estados Unidos en el año 2005 hubo 18 620 accidentes fatales por cada 100 000 vehículos. Para las motocicletas esta cifra fue de 75 190 por 100 000, o unas cuatro veces la tasa absoluta por vehículo (sin contar kilometrajes) de los automóviles.
Es de suma importancia mencionar que además del casco debidamente certificado por la norma "DOT" también se debe de portar en todo momento: chamarra de cuero o materiales sintéticos, guantes y botas altas. Esto con el fin de disminuir lesiones graves en caso de accidente. Además, es importante conocer y seguir las leyes locales. Tanto en Canadá como en Estados Unidos las leyes pueden ser diferentes de acuerdo a la jurisdicción.
La misma fuente indica que la tasa de siniestralidad contando kilometrajes fue de 1,56 muertes por cada 100 millones de millas por vehículo para automóviles de turismo, mientras que para motocicletas fue de 43,47 (28 veces superior). En el 2007 la mortalidad por milla recorrida fue 37 veces mayor en motocicletas que en automóviles.
Relativamente un nuevo dispositivo de seguridad que ya está disponible es una chaqueta de airbag inflable. Un motociclista puede usar una chaqueta de bolsa de aire que está atado a la motocicleta, por lo que si él o ella se lanza desde la motocicleta durante una colisión, la chaqueta se infla automáticamente para proporcionar un cojín para el piloto. Esto disminuirá la lesiones internas a un motociclista que a menudo puede ser fatal en la parte superior del cuerpo. La idea de una chaqueta/chaleco hinchable fue inventado por Straub Tamás que solicitó la patente húngara en 1976.
Actualmente, los únicos elementos de protección obligatorios son el casco y los guantes, que se deben de llevar siempre que vayas en moto. No obstante la chaqueta, botas y pantalones son elementos indispensables para aumentar tu seguridad. Incluso se están empezando a generalizar el uso de chalecos con airbag.

## Tipos de motocicleta

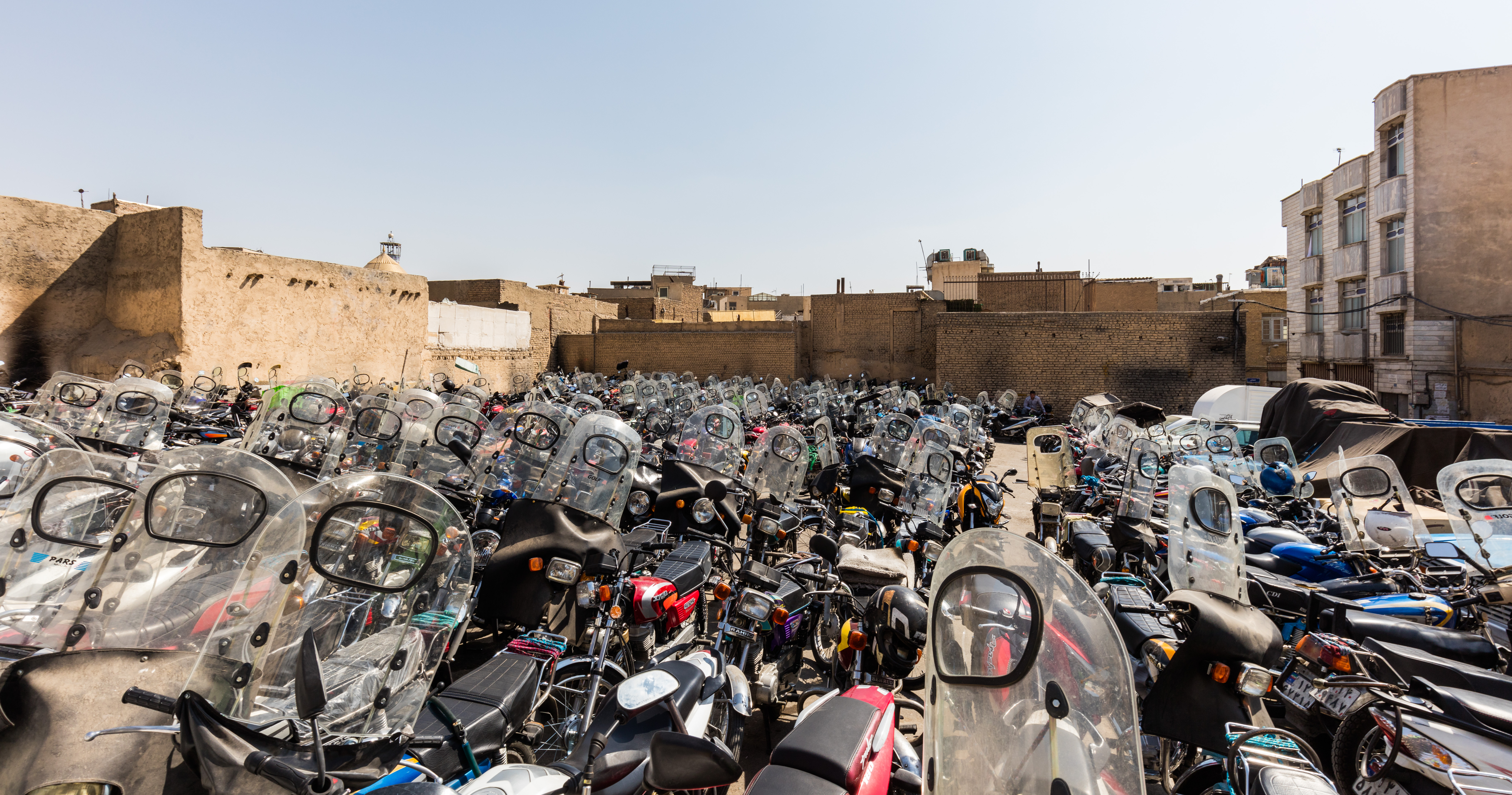
Estacionamiento de motocicletas, Teherán, Irán.

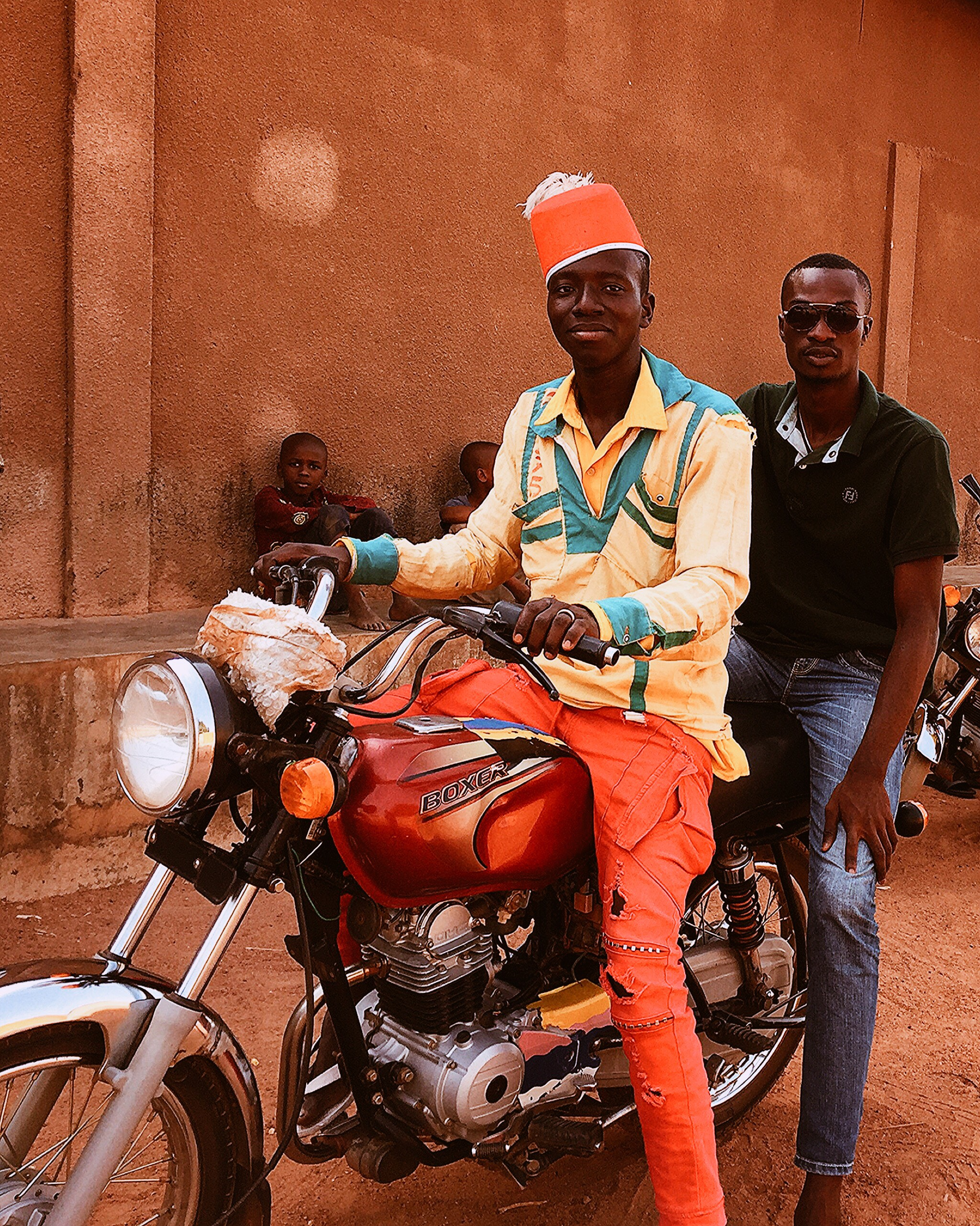
Zemidjan, mototaxi en Benín

Aunque puede haber subdivisiones y combinaciones de los tipos presentados (doble propósito, turismo deportivas, etc.). Los principales tipos de motocicletas son:
De ruta pavimentada:
- Estándar
- Policía
- Streetfighter
- Chopper
- Ciclomotor
- Crucero
- Custom
- Motoneta[d]
- Deportiva
- Naked
- De turismo
- Doble propósito
- Sport-touring
- Motocicleta de carreras
- Underbone

De terreno:
- Cross
- Enduro
- Supercross
- Supermoto
- Trial
- Todoterreno

Vehículos relacionados:
- Cuatrimoto
- Sidecar
- Trimoto
- Cafe Racer